# Маркиз де Сад
Донасјен Алфонс Франсоа (фр. Donatien Alphonse François), познатији као маркиз де Сад (фр. marquis de Sade; Париз, 2. јун 1740 — Сен Морис, 2. децембар 1814) био је француски аристократа и књижевник. У своје време је био познат по сексуалним скандалима, а касније по описима специфичних сексуалних фантазија као и мрачним странама људске личности.
Маркиз де Сад је пореклом из врло старе провансалске племићке породице. Међу његовим прецима је и Лаура коју је опевао Петрарка у Канцонијеру. Похађао је париски лицеј "Луј Велики” у периоду од 1750. до 1754. године, а затим коњичку школу. Учествује у Седмогодишњем рату, а након рата излази из војске са чином коњичког капетана (1763). Склапа брак са богаташком ћерком, како би поправио породичне финансије. Препушта се раскалашном животу доконог племића, ангажује глумице и проститутке да учествују у његовим забавама, због чега је повремено бивао и затваран од стране власти. Године 1772, бежи у Италију са својом свастиком, која му је била и љубавница.
На инсистирање своје таште затворен је у венсенском затвору 1777, затим у Бастиљи и Шарантону, где је остао до 1790. За време револуције активно учествује у њеној секцији „де Пик“, али је 1793. поново бачен у тамницу под оптужбом да је „умерењак“. Ослобођен је у оквиру опште амнестије, али је 1801, након објављивања Жилијете, поново затворен. До смрти борави у затворима (Сент-Пелажи, Бисетр, Шарантон). Филозофску тежину његова дела добијају тек након тридесетих година 20. века.

## Занимљивости
- Међу прецима маркиза де Сада је и муж Петраркине љубави, Лауре.
- Од његовог имена потичу појмови "садизам" и "садомазохизам".

## Књиге о маркизу де Саду
- Иван Блох: Маркиз де Сад и његово вријеме. Прилог културној и обичајној историји 18. вијека. Са посебним освртом на учење Психопатије Сексуалис 1900 (под псеудонимом Ојген Дирен) 1899) (језик: енглески)
- Морис Бланшо (Maurice Blanchot):
  - Lautréamont et Sade Les Editions de Minuit, Paris 1949; 1963 Енгл.: Lautréamont and Sade Stanford University Press. 2004.  978-0-8047-4233-7.
  - Sade Превод. Јоханес Хибнер (Johannes Hübner), Henssel, Берлин 1963 &. 1986.  978-3-87329-117-1.
- Жилбер Лели (Gilbert Lély): The Marquis de Sade. A biography 1961
- Џефри Горер (Geoffrey Gorer): The life and ideas of the Marquis de Sade. 1963